# New York State Museum
Le New York State Museum est une institution soutenue par la recherche située à Albany (New York), aux États-Unis. Le musée est situé Madison Avenue, attaché au côté sud de l'Empire State Plaza, face à la place et vers le New York State Capitol. 
Le musée abrite des œuvres d'art, des artefacts (préhistoriques et historiques) et des écofacts qui reflètent le développement culturel, naturel et géologique de l'État de New York. Géré par l'Office of Cultural Education du New York State Education Department, c'est le plus ancien et le plus grand musée d'État du pays. Anciennement situé dans le State Education Building, le musée occupe désormais les quatre premiers étages du Cultural Education Center, un bâtiment de dix étages de 140 000 m2 qui abrite également les archives d'État de New York et la bibliothèque d'État de New York.

## Histoire
Le New York State Museum a été fondé en 1836 sous le nom de New York State Geological and Natural History Survey, formé en 1836 par le gouverneur William Marcy pour documenter la richesse minérale de l'État. En 1870, il a été réorganisé sous le nom de New York State Museum of Natural History sous la tutelle des régents de la State University. Le musée était situé dans le State Education Building de 1912 à 1976, date à laquelle il a été transféré au Cultural Education Center à la fin de l'Empire State Plaza. L'emplacement actuel a ouvert ses portes le 4 juillet 1976 et 15 000 personnes ont pris part à la cérémonie au cours de laquelle Don McLean s'est produit. 
En juin 2015, le musée a annoncé la plus grande rénovation de son histoire. Pendant trois à quatre ans, quelque 3 300 m2 de l'espace d'exposition seront modernisés,.  

## Personnalités remarquables liées au musée
- Frederick James Hamilton Merrill (en) - directeur du musée (1894-1904)
- John Mason Clarke - directeur du musée (1904–1925)
- William Martin Beauchamp - archéologue (1884–1910)